# Tuc des Hemnes
El Tuc des Hemnes es una montaña de los Pirineos de 2359 metros, situada en la comarca del Valle de Arán (provincia de Lérida).
La montaña en forma de aguja del Tuc des Hemnes se encuentra al oeste de la Labada Sarrahèra (2499 m) y del Tuc de Sarrahèra (2645 m). Al este del pico se encuentra el lago glaciar del Lac de Fontfreda y el nacimiento del río del Fontfreda, también discurre el camino del Puerto de Viella (GR-211-5).